# Суперкубок Сан-Марино з футболу 2025
Суперкубок Сан-Марино з футболу 2025 — 39-й розіграш турніру. Матч відбудеться 27 серпня 2025 року між чемпіоном і володарем кубка Сан-Марино «Віртусом» та фіналістом кубка Сан-Марино «Тре Фйорі».
| Володар Суперкубка Сан-Марино 2025 |
| ---------------------------------- |
|                                    |
|                                    |

## Передмова
| Клуб      | Попередні виступи (жирним виділено переможців)                        |
| --------- | --------------------------------------------------------------------- |
| Віртус    | 9 (1988, 1997, 2000, 2003, 2004, 2010, 2014, 2023, 2024)              |
| Тре Фйорі | 11 (1988, 1991, 1992, 1993, 1995, 1998, 2001, 2007, 2010, 2011, 2019) |

## Матч

### Деталі
| 27 серпня 2025 21:45 (EEST) |

| Віртус |  | Тре Фйорі |
| ------ |  | --------- |
|        |  |           |

| Сан-Марино Стедіум, Серравалле |